# セイント・ビーストOthers
『セイント・ビーストOthers』（セイント・ビースト アザーズ）とは、『セイント・ビースト』の外伝として制作された作品。
ドラマCDを主体として展開されている。セイント・ビースト本編と物語の舞台は異なるが、本編のキャラクターたちも途中から登場する。
2007年10月7日に埼玉県ゆめぱれすにて『セイント・ビーストOthers』としては初のイベントである「セイント・ビーストOthers プルミエール パーティ」が開催された。
本編同様、2012年1月25日に発売されたドラマCDでシリーズはいったん終了となる。

## キャラクター

### 主要人物
ユリウス・ロウ
声 - 野島健児
『Others』の主人公、年齢は18歳。身長は172センチ、体重は55キロ。2歳の時に兄と共にフォルトナ村にやって来る。現在は父の旧友である村の医者・ジョエルのもとで兄の目を治すため医者見習いとして仕事をしている。正義感が強い性格で頑固なところもあるが優しく思いやりがあるため、誰からも愛される少年。実は、現在兄との仲が悪くなっている。
オーディン・ロウ
声 - 千葉進歩
ユリウスの実兄、年齢は24歳。身長は179センチ、体重は58キロ。幼い時に視力を失うも他の感覚は鋭い。竪琴が得意でその美しい演奏はフォルトナ村の人間の心を癒している。「フェンリル」という名前の狼を連れている。実は将来のことなどで意見が合わないために弟との仲が悪くなっている。また、満月になると森へ行き、朝に帰ってくるという奇妙な行動をとっている。

### フォルトナ村
ピラト
声 - 小山力也
フォルトナ村の若き指導者、年齢は30歳前後。身長は180センチ。体重は67キロ。若いながらも的確な判断力と洞察力と兼ね備え、統率力があるので、村人からの信頼を得ている。胸元に槍の形をした刺青がある。実はフォルトナ村に来る前の記憶が一切なく、正確な年齢が分からないのはそのため。物語後半でロンギヌスと出会ったことにより記憶を取り戻すことになる。また、彼の胸元の刺青はロンギヌスと関係あるようだがこの刺青が何を意味するのかは不明。
ジョエル・ジョバンニ
声 - 小杉十郎太
フォルトナ村の名医、年齢は45歳。身長は185センチ。体重は75キロ。ロウ兄弟の父の旧友で、フォルトナ村を作った3賢者の末裔の一人。発想が柔軟で温厚な人物のため、村人からも慕われている。現在はユリウスの師として彼に医学を教えている。
ヴィクトリオ
声 - 岸尾だいすけ
フォルトナ村の神父で、村を作った3賢者の末裔の一人。年齢は29歳。身長は176センチ。体重は60キロ。村を愛し、身体の弱った父のあとを継いで村の教えを忠実に守り抜いている。敬虔な信者として、清貧に生きる。常に柔和であるが、穏やかな物腰とはうらはらに冷酷な一面を見せることがある。
ミュウ
声 - 鈴木千尋
シャーマンの青年。年齢は22歳。身長は170センチ。体重は48キロ。傷だらけで倒れていた所をジョエルとユリウスに救われる。水晶玉を使って未来を予見することができる。
ストーリーの鍵を握る人物の一人で、ミュウを救った事によりユリウス達の運命が大きく変わる事になる。
マリエンヌ・パルマ
声 - 斎藤千和
フォルトナ村に住む少女、年齢は18歳。身長は160センチ。体重は48キロ。ユリウスのことが好きなのだが、負担になってはいけないと思い、その思いを隠している。
カナン・パルマ
声 - 水島大宙
マリアンヌの実弟、年齢は13歳。身長は155センチ。体重は45キロ。ユリウスの事を慕っている。
アレフ・プロメテル
声 - 納谷六朗
フォルトナ村の長老、年齢は不詳。フォルトナ村を作った3賢者の末裔の一人。生まれも育ちもフォルトナ村で長きに渡って村を支えてきた人物。現在は半隠居の身で実権の半分をピラトに譲っている。実は村のある秘密を知っている。

### その他
ロンギヌス
声 - 東地宏樹
たびたび物語に関わる謎の男。医師クリストフ、海賊カミュ、商人オーギュストなどさまざまな名前と姿で登場する。ピラトやガブリエルと何らかの関わりがあるらしく、ピラトの胸にある刺青にも関係しているらしい。
ガブリエル
声 - 平川大輔
ルシファーの配下の堕天使。白髪の男性の姿をしている。かつてルシファーがゼウスに反乱を起こした際にそれに加担し、ルシファーと共に地獄へ堕とされ堕天使となった。新月の夜に魔物を率いて地上に現れ暗躍している。少し詩的な話し方が特徴。
テレビアニメ『光陰叙事詩天使譚』にも登場しており、「Others」同様地獄の魔物を地上に放って人々を襲っていた。第10話ではゴウの前に現れ、彼に地獄に来るよう呼びかけている。また、この作品では天界にいた頃にゴウ達と面識があったことが明かされている。

## CD

### ドラマCD
- セイント・ビーストOthers ドラマCD 第1巻 『光と闇』
- セイント・ビーストOthers ドラマCD 第2巻 『闇と運命』
- セイント・ビーストOthers ドラマCD 第3巻 『運命と希望』

### 音楽CD
- Saint Beast Coupling CD series "Others" #1 「ユリウス×オーディン」
- Saint Beast Coupling CD series "Others" #2 「ジョエル×カナン」
- Saint Beast Coupling CD series "Others" #3 「ピラト×ミュウ」

## ラジオ
基本的には本編のラジオであったが、リニューアル後はOthersのキャストもパーソナリティとして出演している。